# Conopeum aciculatum
Conopeum aciculatum is een mosdiertjessoort uit de familie van de Electridae. De wetenschappelijke naam van de soort is voor het eerst geldig gepubliceerd in 1891 door MacGillivray.